# Фрагуаш (Риу-Майор)
Фрагуаш (порт. Fráguas) — район (фрегезия) в Португалии, входит в округ Сантарен. Является составной частью муниципалитета Риу-Майор. По старому административному делению входил в провинцию Рибатежу. Входит в экономико-статистический субрегион Лезирия-ду-Тежу, который входит в Рибатежу. Население составляет 1039 человек на 2001 год. Занимает площадь 16,19 км².
Покровителем района считается Антоний Падуанский (порт. Santo António).

## История
Район основан в 1555 году